# DX-Cluster
DX-Cluster (engl. DX etwa receiving distant radio „Funkempfang über lange Distanz“ und Cluster „Haufen, Gruppe, Traube“: „Gruppenbilder, um Funkaussendungen über lange Distanz zu empfangen“) sind weltweit vernetzte, von Funkamateuren betriebene Server, die Meldungen (sogenannte DX-Spots) sammeln und an alle verbundenen Teilnehmer weiterleiten. Diese Meldungen beinhalten:
- welcher Funkamateur
- zu welcher Zeit
- welches Funkrufzeichen
- auf welcher Frequenz

gehört hat. Zusätzlich ist ein Kommentar z. B. über die Empfangsqualität möglich.

## Zweck
Die verbundenen Teilnehmer sind in der Regel aktive Funkamateure oder Kurzwellenhörer, die sich zeitnah über die Aktivitäten auf den Amateurfunkbändern informieren möchten, und die selbst auch gelegentlich Meldungen senden. Empfängt ein DX-Cluster eine neue Meldung, so wird diese sofort an alle verbundenen Teilnehmer und an alle DX-Cluster geschickt, die wiederum an deren verbundene Teilnehmer weiterleiten.
DX-Cluster sind über Internet und/oder über das von Funkamateuren aufgebaute und betriebene Packet-Radio-Netz oder HAMNET verbunden. Die einzelnen Teilnehmer sind mit ihrem Computer mittels Telnet und ggf. einer graphischen Benutzeroberfläche (DX-Cluster Software) an einen DX-Cluster ihrer Wahl angebunden.
In DX-Clustern melden Funkamateure, wenn sie auf einem der verschiedenen Bänder eine seltene oder besonders interessante Station gehört oder auch eine Funkverbindung mit ihr haben. Die Analyse von mehreren DX-Cluster Meldungen kann auch als Indikator für Ausbreitungsbedingungen und deren Änderung, z. B. Bandöffnungen verwendet werden.
Die DX-Cluster ermöglichen auch den Zugriff auf laufend aktualisierte Informationen und externe Datenbanken, z. B. Adressverzeichnisse. Es ist auch möglich, mit anderen Teilnehmern Nachrichten auszutauschen oder Textnachrichten an alle Teilnehmer des eigenen Clusters oder weltweit zu verschicken.

## DX-Cluster-Daten
So sehen beispielsweise DX-Cluster-Daten aus, wenn sie ein Funkamateur in Echtzeit von einem DX-Cluster empfängt:
```
N4BAA      3503.0 VP5/K4SV                                  0028 07 Aug
ND3F       3503.1 VP5/K4SV                                  0026 07 Aug
N4BAA      3505.0 C91CW       Tnx! Up 2.2                   0026 07 Aug
W2QN-@     3793.0 OK2BJJ      cq                            0025 07 Aug
UY5ZZ-@    3505.0 C91CW       up 2 tnx QSO                  0024 07 Aug
DL3KVC-@   3649.0 5B4AGL      CQ CQ CQ                      0024 07 Aug
UA9CGL     3505.0 C91CW       QSX 3507.01 up2               0017 07 Aug
MM0NDX     3799.0 LU6QI       clg you                       0016 07 Aug
W1IBQ      3505.0 C91CW       weak but workable in GA       0015 07 Aug
W5VU       3505.0 C91CW       QSX 3507.00 good sig MA       0001 07 Aug
NO2R       3505.0 C91CW       up 2                          2357 06 Aug
N2MF-@     3505.0 C91CW       Cpy in NE USA, Lsn up 2       2356 06 Aug
PA3EWP     3796.0 9G5OO                                     2343 06 Aug
DL7ON      3505.0 C91CW                                     2340 06 Aug
SP4AWE-@   3505.0 C91CW       up2                           2335 06 Aug
UR4LRG-@   3505.0 C91CW       yess! weak sig                2334 06 Aug
VK6HD      3502.1 DL1EL       tnx qso ralf                  2326 06 Aug
DL1EL      3502.1 VK6HD                                     2325 06 Aug
9G5CR      3796.0 9G5OO                                     2318 06 Aug
IZ7EDQ     3725.0 IZ7AUH      test                          2310 06 Aug
```

In der ersten Spalte steht das Amateurfunkrufzeichen des meldenden Funkamateurs. Die zweite Spalte enthält die Frequenz, auf der die seltene Station gehört wurde. Danach folgen in der dritten Spalte das Rufzeichen der seltenen Station und danach weitere Bemerkungen zur DX-Station oder zur Funkverbindung. Am Ende einer Zeile wird Uhrzeit und Datum vermerkt, an dem der Funkamateur die Verbindung gemeldet hat. Die Uhrzeit wird dabei in UTC angegeben.

## Kritik
Die ersten DX-Cluster waren nur auf lokaler Ebene per Packet Radio miteinander verbunden, ein DX-Spot fand somit nur auf wenigen benachbarten DX-Clustern Verbreitung, der User-Zugang war ebenfalls ausschließlich per Packet Radio möglich. Durch die Verknüpfung aller DX-Cluster weltweit über das Internet und die Bereitstellung unzähliger anonymer Zugänge über Telnet hat das Verhältnis von brauchbaren zu unbrauchbaren Spots im DX-Cluster, nach Meinung einiger Funkamateure, in den letzten Jahren stark abgenommen. Die meisten DX-Cluster-Programme besitzen aber heute Filterfunktionen, die es dem Benutzer ermöglichen, dass nur ihn interessierende Meldungen angezeigt werden.
Für die Kurzwellen-Amateurfunkbänder werden über die anonymen Telnet-Zugänge, besonders in Amateurfunk-Wettbewerben, eine Unzahl von gefälschten Spots, meist unter gefälschtem Absenderrufzeichen für das eigene Rufzeichen gesendet (sogenanntes selfspotting).
Ein weiterer Kritikpunkt besteht darin, dass durch die zunehmende Verbreitung des DX-Clusters viele Funkamateure sich nicht mehr die Mühe machen, selbst nach Funksignalen zu suchen, sondern sich nur noch auf das DX-Cluster verlassen und warten, bis dort eine begehrte Station gemeldet wird.
Ein weiterer Kritikpunkt ist, dass die Meldung besonders seltener Funkstationen im DX-Cluster oft zu einem gewaltigen Ansturm von Anrufern auf der gemeldeten Frequenz führt, der nicht selten im totalen Chaos endet. Hierbei haben dann nur noch die am besten ausgerüsteten Funkamateure eine realistische Chance auf eine Funkverbindung mit der seltenen Station.

## Nutzung der DX-Cluster für den UKW-Bereich
DX-Spots im VHF-, UHF- und Mikrowellenbereich sind fast durchweg wertvolle Informationen, die das Studium der Ausbreitungsbedingungen erlauben. Es gibt eine Reihe von Postprozessoren, z. B. DX Robot im Internet und LiveMUF als lokaler Client beim Nutzer, die auf Basis der Cluster-Informationen Darstellungen der nutzbaren Verbindungswege bei Überreichweite, insbesondere den selten auftretenden Sporadic-E-Überreichweiten, erlauben oder automatisch per E-Mail und SMS registrierte Nutzer darüber informieren.
Neben den DX-Clustern hat der von dem belgischen Funkamateur Alain Stievenart, ON4KST, betriebene Chatroom eine große Bedeutung für Ausbreitungsversuche speziell in den Mikrowellenbereichen, wo wegen der sehr schmalen Öffnungswinkel der Hochgewinnantennen viele Funkverbindungen vorher vereinbart werden.

## Deutsche DX-Cluster-Karte

Deutsche DX-Cluster-Karte, Übersicht der Verbindungen zwischen DX-Clustern in Deutschland